# Řád labutě
Řád naší milé Paní od labutě (německy Orden unserer lieben Frauen zum Schwan), zkráceně také Řád labutě (Schwanenorden), byl pruským rytířským řádem. Založil ho v roce 1440 braniborský kurfiřt Fridrich II. Byl určen pro boj proti morálnímu úpadku braniborské šlechty a na upevnění bohabojnosti a počestnosti v zemi. Řád byl zasvěcen Panně Marii a mohly do něj vstupovat i ženy. Rychle se rozšířil i do jiných částí říše avšak za reformace upadal, až roku 1539 zanikl. Byl obnoven 1843 pruským králem Fridrichem Vilémem IV. jako společnost mužů a žen pro podporu charitativní činnosti. Řád se uděloval pouze v jediném stupni (řádová dekorace nošená na řetězu).

## Vzhled řádu
Dekorace je tvořena bíle smaltovanou labutí (znak čistoty srdce), obtočenou červeně lemovaným zlatým pruhem látky. Látka je dole ozdobena šesti zlatými řetízky. Celá dekorace je převýšena zlatým brilantujícím oválným medailonem s vyobrazením Panny Marie ve středu.

## Dělení a způsob nošení
Řád byl udělován v jedné třídě mužům a ženám. Jeho existence po roce 1848 je sporná.